# 3243 Skytel
3243 Skytel este un asteroid din centura principală, descoperit pe 19 februarie 1980 de Harvard Observatory.